# بخش پاپوم پاره
بخش پاپوم پاره (به انگلیسی: Papum Pare district) یک منطقهٔ مسکونی در هند است که در آروناچال پرادش واقع شده‌است. بخش پاپوم پاره ۲٬۸۷۵ کیلومتر مربع مساحت و ۱۷۶٬۵۷۳ نفر جمعیت دارد.